# Нова Коженювка
Нова Коженювка (пол. Nowa Korzeniówka) — село в Польщі, у гміні Гомбін Плоцького повіту Мазовецького воєводства.
Населення — 231 особа (2011).
У 1975-1998 роках село належало до Плоцького воєводства.

## Демографія
Демографічна структура станом на 31 березня 2011 року:
|          | Загалом | Допрацездатний вік | Працездатний вік | Постпрацездатний вік |
| -------- | ------- | ------------------ | ---------------- | -------------------- |
| Чоловіки | 115     | 31                 | 76               | 8                    |
| Жінки    | 116     | 21                 | 74               | 21                   |
| Разом    | 231     | 52                 | 150              | 29                   |